# Mercury City Tower
La Mercury City Tower (en ruso: Меркурий Сити Тауэр), es un rascacielos ubicado en Moscú, Rusia, localizado en el Centro Internacional de Negocios de Moscú. La construcción comenzó a finales de 2009 y en noviembre de 2012 fue coronado, casi un año después, a finales de 2013, su construcción finalizó y se convirtió en el rascacielos más alto de Europa, con una altura de 339 m, superando al The Shard por 30 metros. La torre cuenta con un espacio de 130 000 m² dedicado a oficinas y 40 000 m² para uso residencial.

## Galería

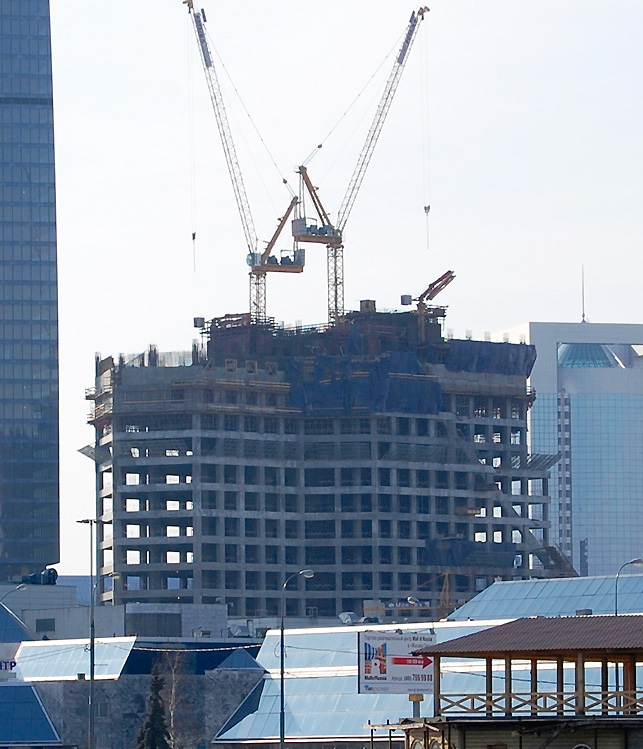
28 de marzo de 2010
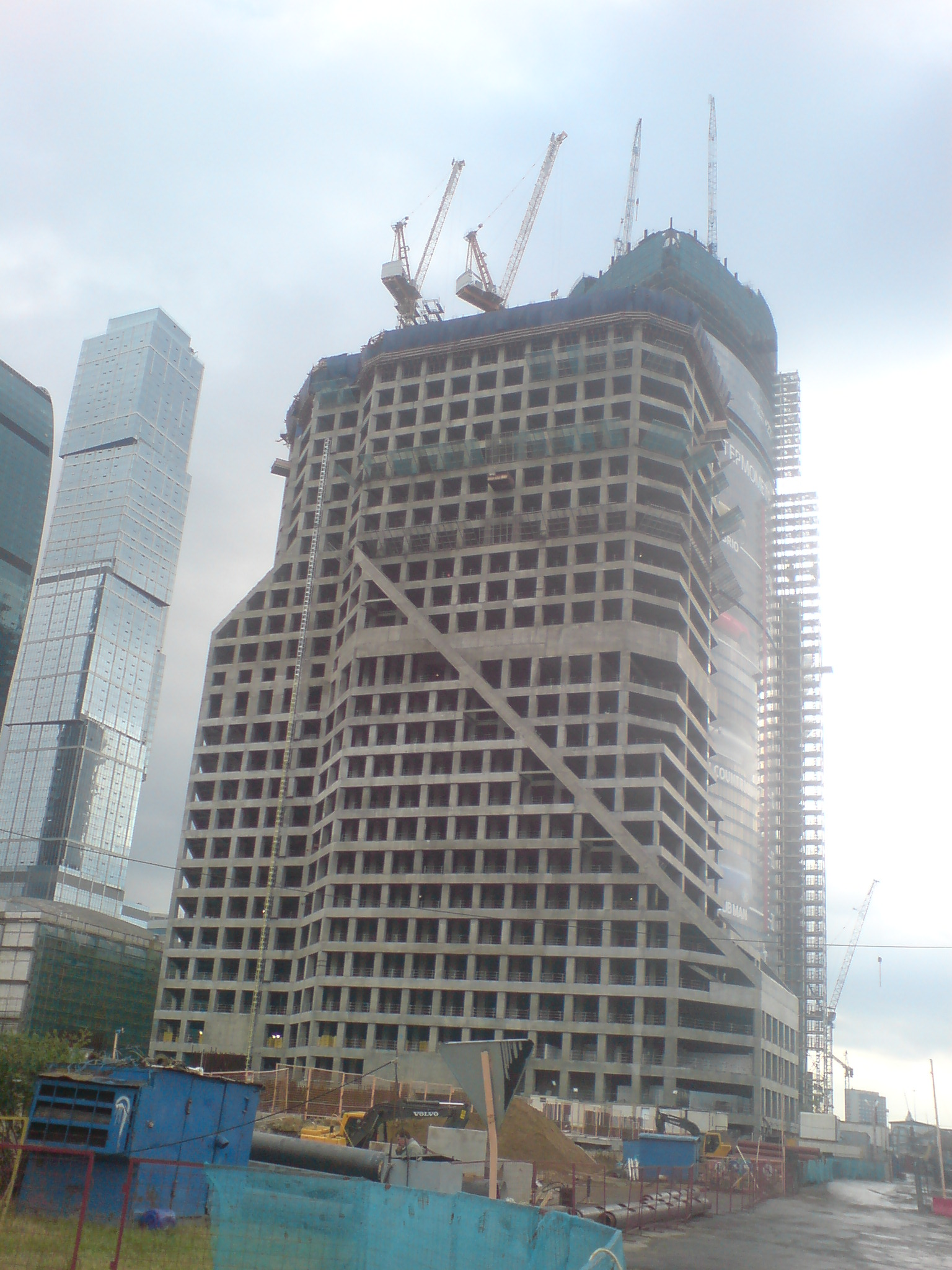
22 de agosto de 2010
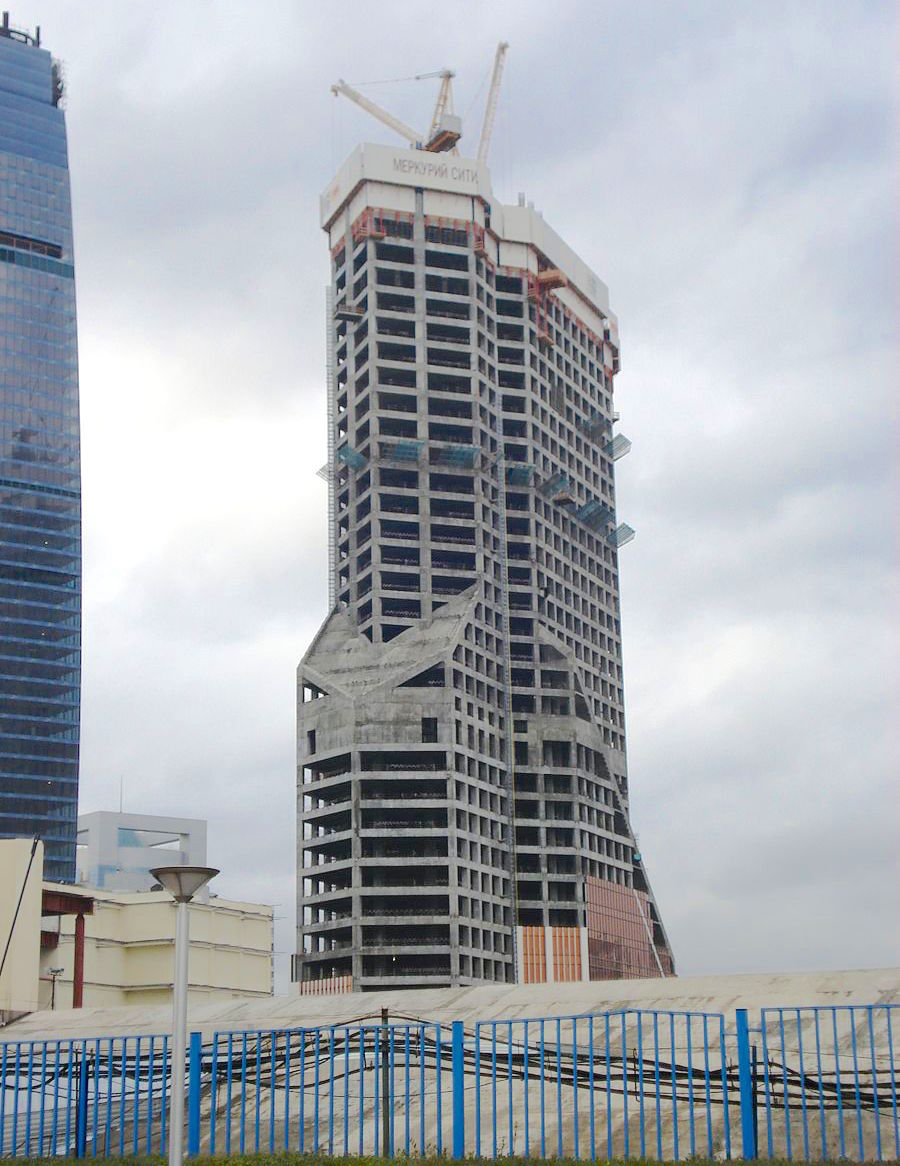
10 de noviembre de 2010
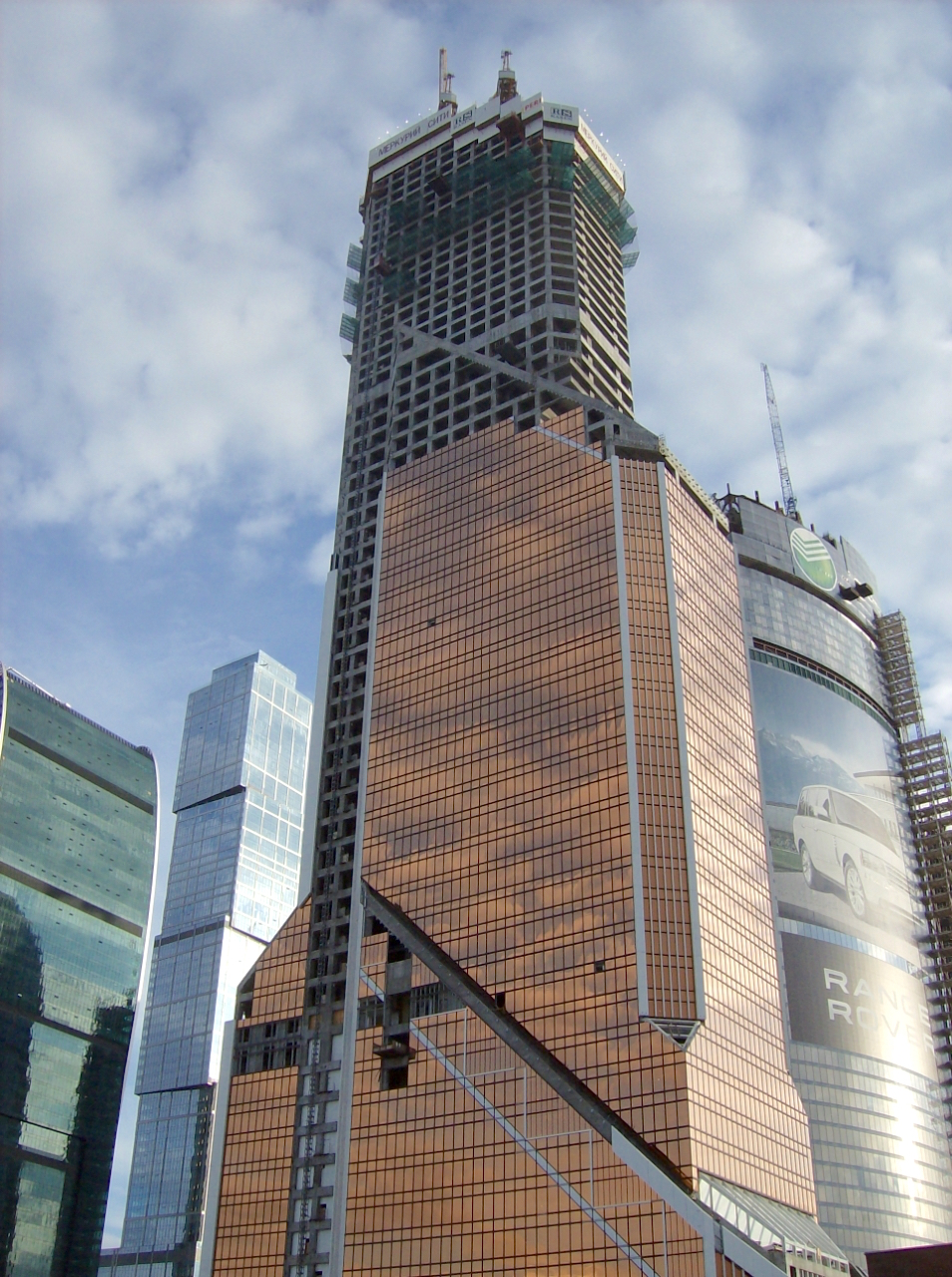
1 de agosto de 2011
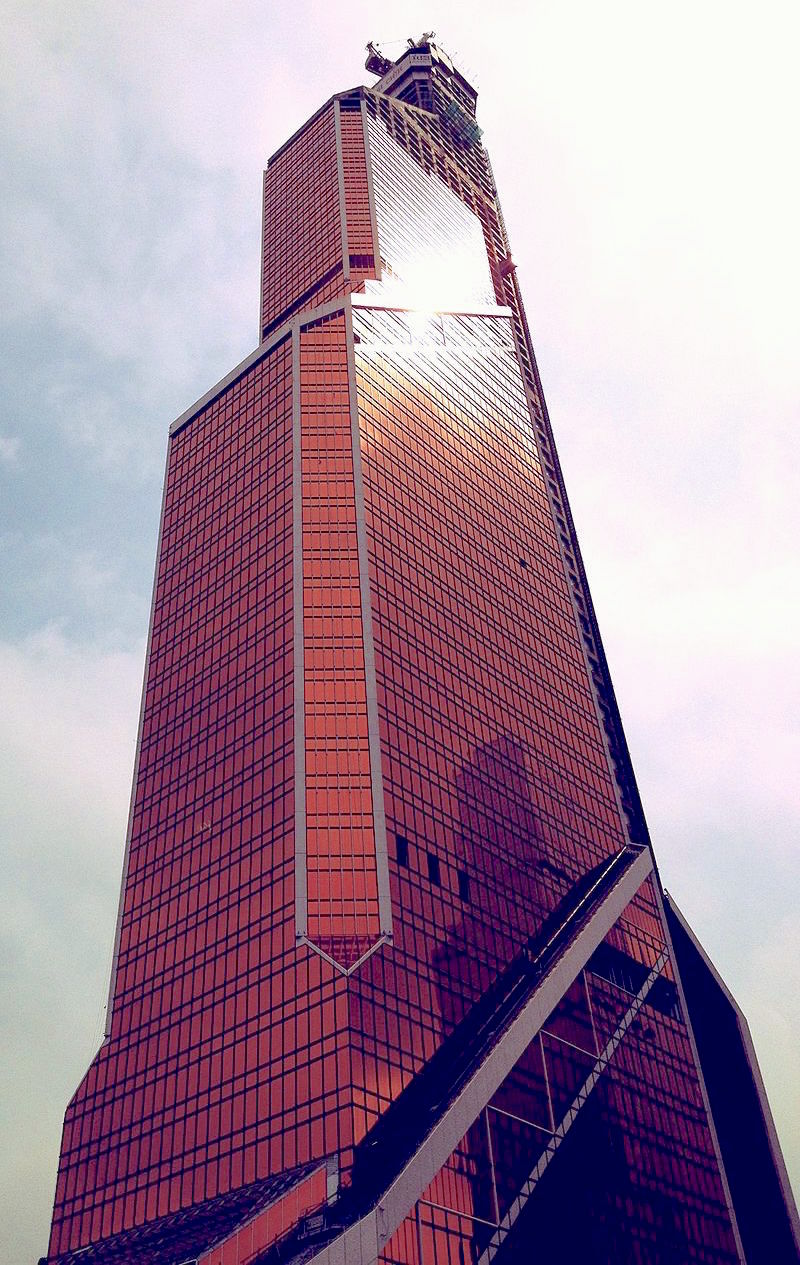
3 de julio de 2012
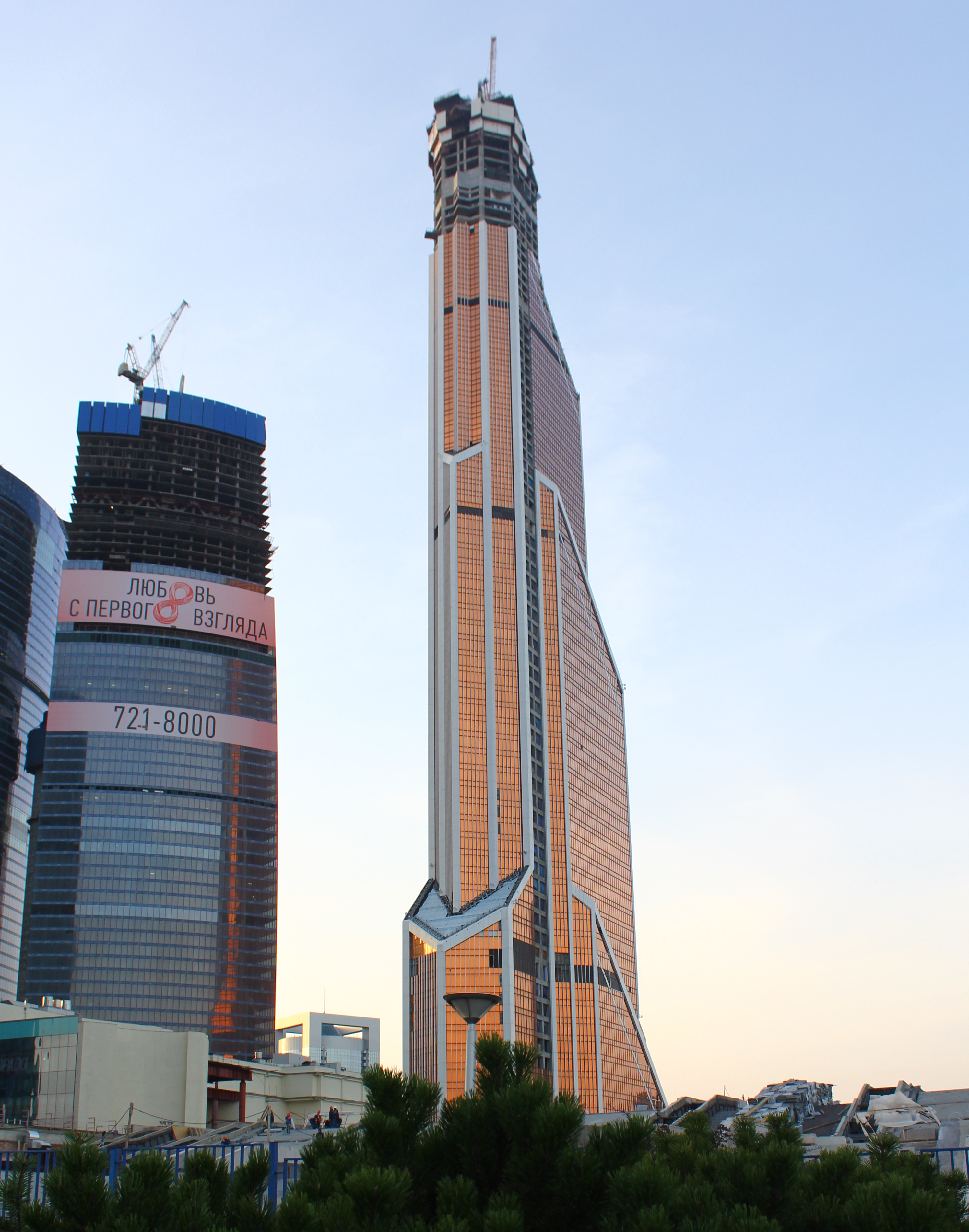
20 de octubre de 2012
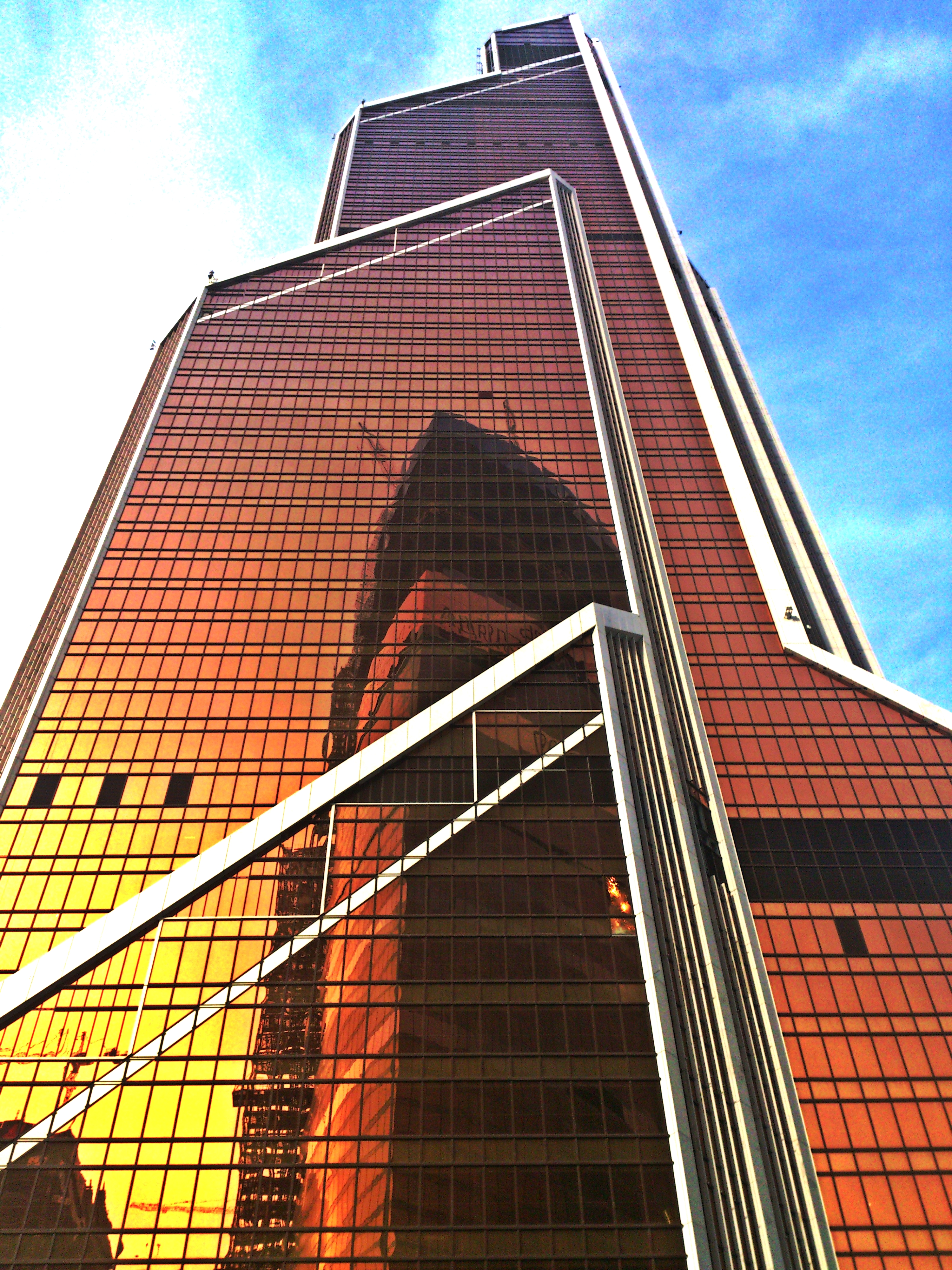
7 de julio de 2013
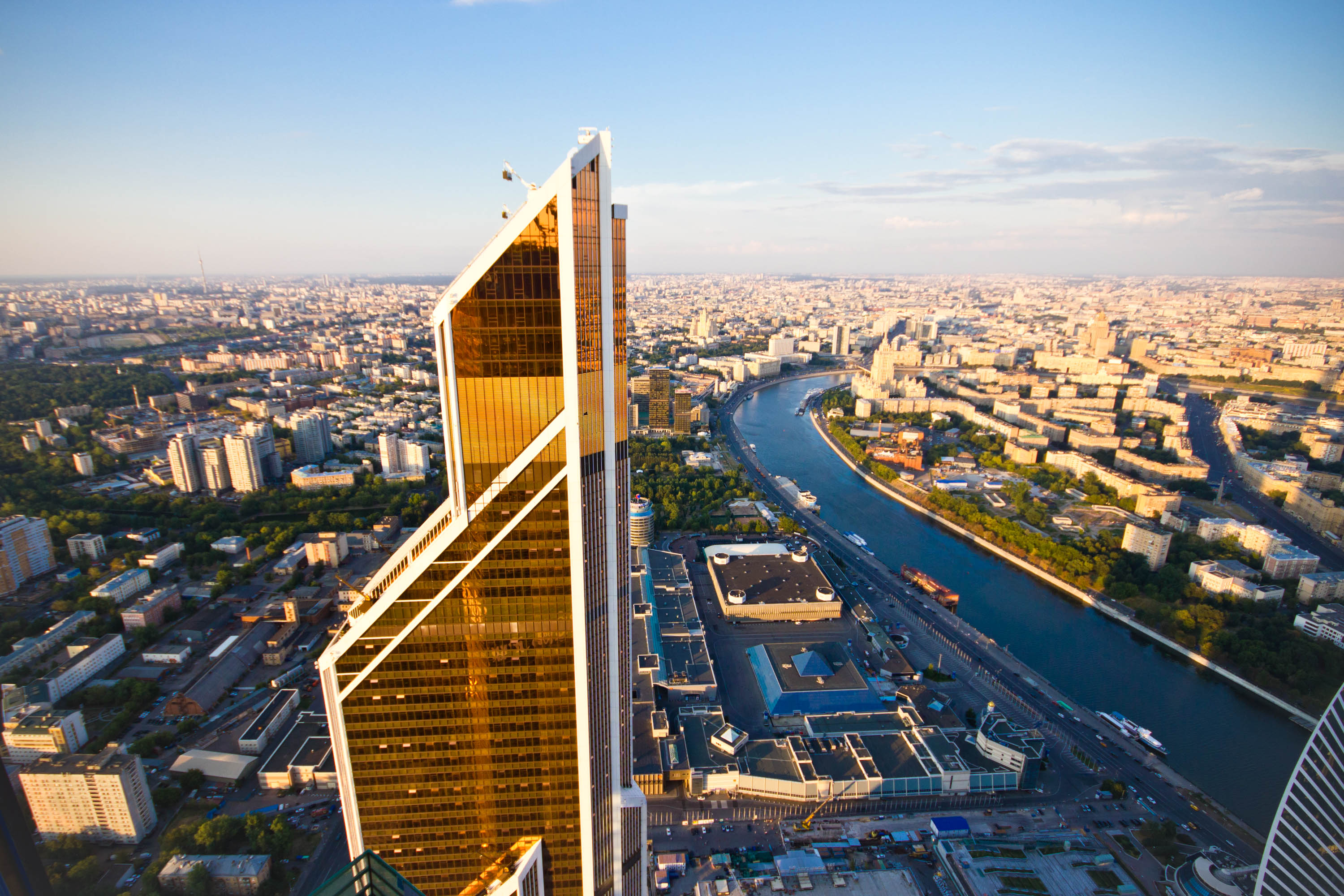
4 de agosto de 2014
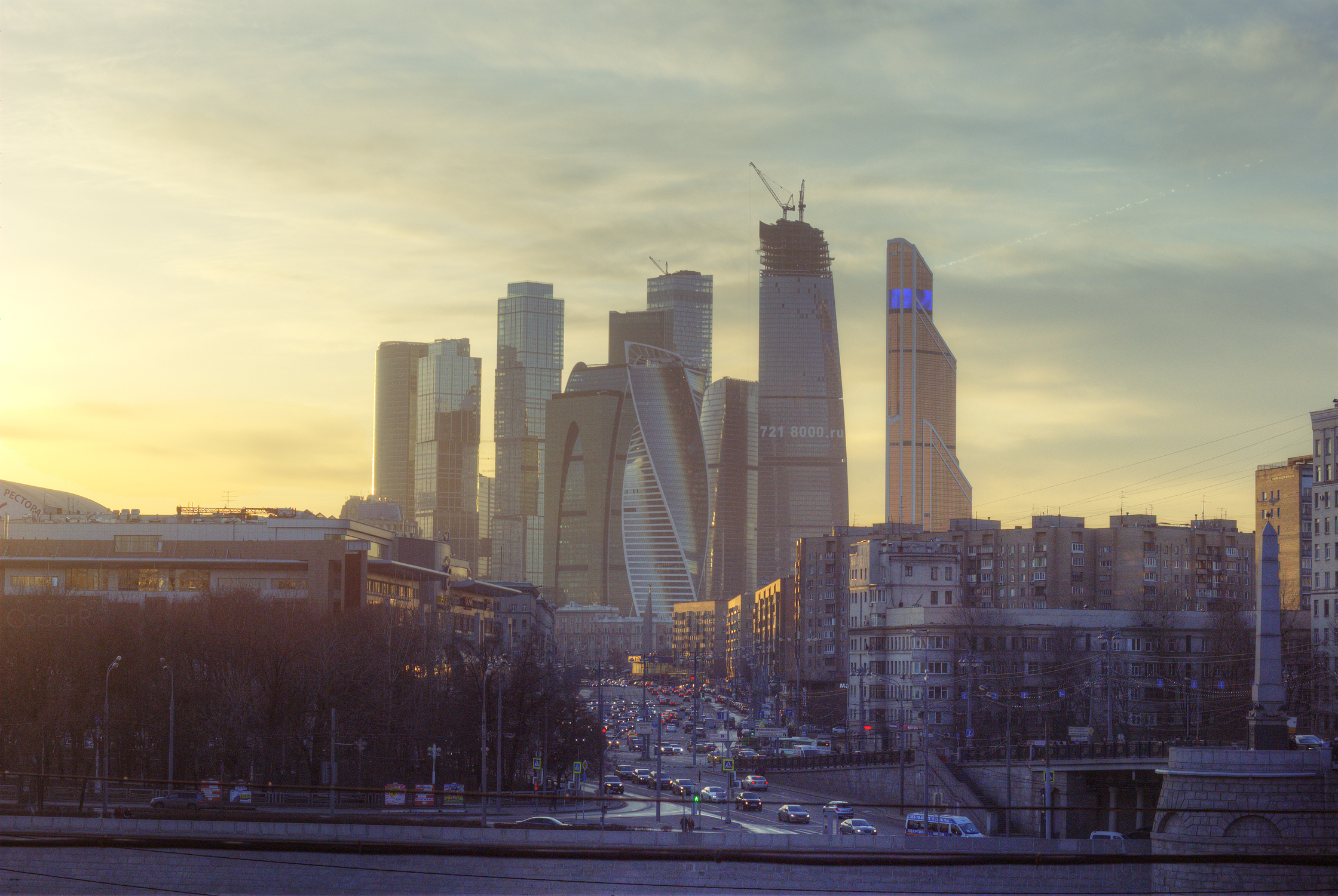
International Business Center en 2015
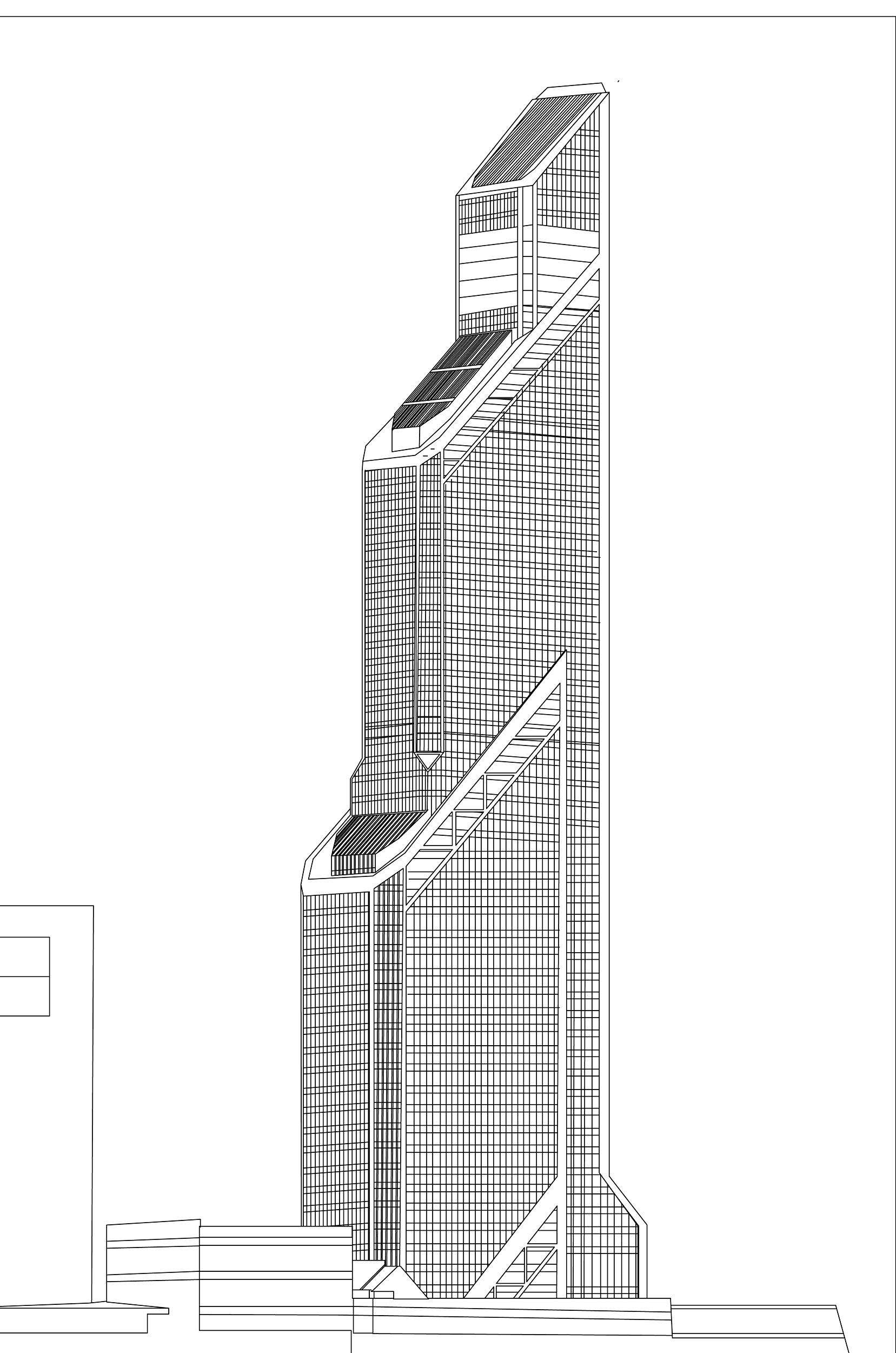
Modelo informático del edificio